# Надёжный, Дмитрий Николаевич
Дмитрий Николаевич Надёжный (24 октября (5 ноября) 1873, Нижний Новгород — 22 сентября 1945, Москва) — российский и советский военачальник, который дважды был произведён в генерал-лейтенанты (в 1917 году в Русской армии и в 1940 году в Красной армии), участник первой мировой и гражданской войн, командующий Северным (1918—1919) и Западным (1919) фронтами Красной Армии. Доцент (1940).

## Биография
Родился в Нижнем Новгороде в дворянской семье. Отец служил в лесном ведомстве. Окончил Нижегородский графа Аракчеева кадетский корпус в 1892 году.
В Русской императорской армии с 1.09.1892 года. Окончил 1-е военное Павловское училище (1894). С августа 1894 года служил младшим офицером в 14-м гренадерском Грузинском полку. Позже служил в 10-м Восточно-Сибирском стрелковом полку.

В 1901 году окончил Николаевскую академию Генерального штаба по первому разряду. С 2 апреля 1903 — старший адъютант штаба 1-й Кавказской казачьей дивизии. С 6 февраля 1904 — помощник старшего адъютанта штаба Кавказского военного округа, с 1 июня 1904 — старший адъютант штаба 72-й пехотной дивизии. Принимал участие в русско-японской войне, 13 марта 1908 года награждён орденом Св. Георгия 4-й степени 
За блестящий подвиг храбрости и самоотвержения, выказанный в ночь на 14-е октября 1904 г. при взятии дер. Безымянной близ дер. Вучжанин
 (этот бой происходил в ходе сражения на реке Шахе). Был ранен в бою. С ноября 1905 года отбывал цензовое командование ротой в 106-м Уфимском пехотном полку.
27 июня 1906 года переведен в распоряжение командующего войсками Приамурского военного округа. С 5 февраля 1907 года — помощник делопроизводителя, с 5 февраля 1911 — делопроизводитель Главного управления Генерального штаба. 20 марта 1913 года переведен в распоряжение начальника Генерального штаба. Находился в командировке в Монголии, где возглавлял группу русских военных инструкторов. Цензовое командование батальоном отбывал в 155-м Кубинском пехотном полку (май-сентябрь 1911 г.). 26 января 1914 года назначен начальником штаба 10-й пехотной дивизии.

### Первая мировая война
С началом первой мировой войны на фронте. В январе 1915 года назначен командиром 40-го Колыванского пехотного полка. C 3 августа 1915 года — командир бригады 10-й пехотной дивизии. С 20 апреля 1916 года — начальник штаба 68-й пехотной дивизии. С 13 мая 1916 года — командир 10-й пехотной дивизии. После Февральской революции Надёжный, как «демократически настроенный» командир, был 7 апреля 1917 года назначен командиром 3-го армейского корпуса 10-й армии. С 12 октября 1917 года — командир 42-го армейского корпуса.

### Служба в Красной армии
Активный участник гражданской войны в России. В марте 1918 года добровольно поступил в Красную армию, начальник обороны Финляндского района. С апреля по ноябрь 1918 года — военрук Уральского окружного военного комиссариата, одновременно в мае—июне 1918 года — начальник гарнизона Екатеринбурга и в июне-июле 1918 года — член военной коллегии Северо-Урало-Сибирского фронта. Один из руководителей борьбы против восставшего чехословацкого корпуса и Народной армии КОМУЧа.
С 26 ноября 1918 года — командующий Северным фронтом. Под его руководством было нанесено одно из первых поражений белой Северной армии и американским интервентам в Шенкурской операции.
С 19 февраля 1919 года — командующий Западным фронтом, вёл боевые действия против Польши (Советско-польская война). 17 октября — 17 ноября 1919 — врид командующего 7-й армией, оборонявшей Петроград от войск Северо-Западной армии генерала Н. Н. Юденича. Роль Д. Н. Надёжного в победе под Петроградом высоко оценивал Л. Д. Троцкий: «Надёжный вступил в командование 7-й армией в момент полного расстройства. Уже на второй день армия почувствовала уверенное, твёрдое руководство… Считаю, что своевременное назначение Надёжного сыграло важнейшую роль в спасении Петрограда». Награждён орденом Красного Знамени за оборону Петрограда. С ноября 1919 года — инспектор пехоты Полевого штаба Реввоенсовета Республики.
С 1921 года — помощник главного инспектора РККА. С октября 1922 по 1923 годы — командир 2-го стрелкового корпуса Московского военного округа. В 1923—1924 годах — помощник начальника Военной академии РККА. В 1924—1925 годах — начальник отдела инспектора пехоты РККА. С 1926 года на преподавательской работе в Военной академии РККА имени М. В. Фрунзе.

### Арест и восстановление на службе
Арестован в ночь с 1 на 2 января 1931 года по делу «Весна». 15 февраля 1931 года уволен со службы. Виновным себя не признал. 18 июля 1931 года приговорен к заключению в ИТЛ на 5 лет с заменой ссылкой на Урал сроком на 3 года. Был выслан в Свердловск, где преподавал военное дело в Свердловском педагогическом институте. В соответствии с постановлением от 7 июля 1932 года досрочно освобожден.
Вскоре был восстановлен в РККА. С февраля 1933 года преподавал в Военно-медицинской академии им. С. М. Кирова. Доцент (1940). После начала Великой Отечественной войны с академией был эвакуирован в Самарканд. Там тяжело заболел. С июля 1942 года в отставке. У генерала Надёжного открылась рана, полученная ещё в русско-японскую войну, началась гангрена, ему ампутировали ногу. В 1944 году вернулся в Москву. Умер в 1945 году. Похоронен на Ваганьковском кладбище.

## Военные чины и воинские звания
- Подпоручик (ст. 08.08.1894)
- Поручик (ст. 07.08.1897)
- Штабс-капитан (ст. 23.05.1901)
- Капитан (ст. 02.04.1903)
- Подполковник (ст. 29.04.1906)
- Полковник (ст. 18.04.1910)
- Генерал-майор (ст. 18.04.1914)
- Генерал-лейтенант (29.04.1917)
- Комдив (24.01.1936)
- Генерал-лейтенант (4.06.1940)

## Награды
- Орден Святого Георгия 4-й степени (ВП 13.03.1908);
- Орден Святого Владимира 2-й степени с мечами (ВП 29.07.1916);
- Орден Святой Анны 1-й степени с мечами (ВП 26.03.1916);
- Орден Святого Станислава 1-й степени с мечами (ВП 26.03.1916);
- Орден Святого Владимира 3-й степени (ВП 06.12.1912);
- мечи к ордену Святого Владимира 3-й степени (ВП 24.04.1915);
- Орден Святого Владимира 4-й степени с мечами и бантом (1906);
- Орден Святой Анны 2-й степени с мечами (25.05.1916);
- Орден Святого Станислава 2-й степени с мечами (1905);
- Орден Святой Анны 3-й степени с мечами и бантом (1905);
- Орден Святого Станислава 3-й степени с мечами и бантом (1905);
- Георгиевское оружие (ВП 09.03.1915);
- медали Российской империи;
- Орден Красного Знамени (15.12.1919).

## Сочинения
Автор более чем 25 работ по военной истории и военной географии, в том числе:
- Бой у Лащева 27/14 и 28/15 августа 1914 г. — М.: Гос. воен. изд., 1926. — 30 с.
- Бои 10-й пехотной дивизии под Луцком в июле 1916 года. — Л.: Воен. типогр. упр. делами НКВМ и РВС СССР, 1926. — 69 с.
- На подступах к Петрограду летом 1919 года. — М.: Гос. изд-во, Отд. воен. литературы, 1928. — 167 с.